# Ugo Bernalicis
Ugo Bernalicis [yɡo bɛʁnalisi], né le 25 septembre 1989 à Arras (Pas-de-Calais), est un homme politique français.
En 2007, il adhère au Parti socialiste et se rapproche de Marie-Noëlle Lienemann et Jean-Luc Mélenchon. 
Il quitte le PS en fin d'année 2008 avec Jean-Luc Mélenchon pour poursuivre son engagement politique dans sa nouvelle organisation, le Parti de gauche.  
Membre de La France insoumise depuis 2016, il est élu député dans la deuxième circonscription du Nord lors des élections législatives de 2017. Il est réélu député lors des élections législatives de juin 2022, ainsi que lors des élections législatives de 2024. 

## Biographie

### Famille
Ugo Marco Bernalicis naît le 25 septembre 1989 à Arras dans une famille d'enseignants et d'ingénieurs proches du Parti communiste français, avec une mère et un père militants, un grand-père élu municipal à Liévin et un arrière-grand-père mort déporté au camp de concentration de Dachau en raison de ses convictions politiques. Il grandit dans la campagne à proximité d'Arras. Mis en contact par ses parents avec Jean-Luc Melenchon, il devient co-secrétaire départemental du Parti de gauche dans le Nord, après être passé au Mouvement des jeunes socialistes et au Parti socialiste durant ses études.

### Formation universitaire et engagements syndicaux
Étudiant d'abord à l'université Lille-III, Ugo Bernalicis s'engage à l'Union nationale des étudiants de France et est élu au conseil de l'UFR d'histoire puis au conseil d'administration de l'université en 2008. Il est par ailleurs élu au conseil d'administration du CROUS. En 2010, à la suite d'une démission en cours de mandat du vice-président étudiant[réf. nécessaire], il est élu vice-président étudiant (UNEF) du CROUS. Il milite alors avec l'Union des étudiants communistes et la CGT-CROUS pour l'amélioration des conditions de vie des étudiants et organise une grève des loyers pour lutter contre l'insalubrité des résidences étudiantes lilloises,. Pendant ce mouvement, il fonde la section lilloise de la Fédération des étudiants en résidence universitaire.
Après l'obtention d'une licence d'histoire à l'université Lille-III, Ugo Bernalicis entre en master de science politique à l'université Lille-II sans pour autant le terminer, du fait de ses engagements politiques et syndicaux.
En septembre 2012, il intègre l'Institut régional d'administration de Lille après sa réussite au concours.
Il travaille ensuite comme attaché d'administration du ministère de l'Intérieur.

### Parcours politique
En 2007, il adhère au Parti socialiste et se rapproche de Marie-Noëlle Lienemann et Jean-Luc Mélenchon. Il co-anime le courant « L'offensive socialiste » au sein du Mouvement des jeunes socialistes. En parallèle, il rejoint l'association Pour la République sociale au sein de laquelle il participe à plusieurs conseils nationaux.
Il quitte le PS en fin d'année 2008 avec Jean-Luc Mélenchon pour poursuivre son engagement politique dans sa nouvelle organisation, le Parti de gauche. En mars 2010, il est candidat aux élections régionales sur la liste du Front de gauche « L'humain d'abord ! », avec Alain Bocquet comme tête de liste. En mars 2011, à la suite d'un accord avec le Parti communiste français, il est candidat du Front de gauche aux élections cantonales dans le canton de Lille-Sud-Est et obtient 9,07 % des suffrages exprimés.
Il se présente ensuite aux élections législatives de 2012 dans la deuxième circonscription du Nord, soutenu par le Parti communiste français, la Coordination communiste, la Gauche unitaire et le Parti de gauche, où il arrive en quatrième position au premier tour avec 8,87 % des voix. Il se présente également aux élections régionales de 2015 dans le Nord-Pas-de-Calais-Picardie en 61e position sur la liste « Le rassemblement ! » menée par Sandrine Rousseau (Europe Écologie Les Verts, Parti de gauche, Nouvelle Donne et Nouvelle Gauche socialiste), arrivée en cinquième position avec 4,83 % des voix.
Il rejoint le mouvement La France insoumise en 2016, pour laquelle il rédige le deuxième ouvrage de la collection « Livrets de la France insoumise » : Sécurité : retour à la raison, complément du programme L'Avenir en commun et devient son spécialiste sur ces questions,. En 2012, il lance sa propre chaîne YouTube, où, outre les rediffusions de ses passages dans les médias, il propose depuis 2017 une émission intitulée Le Topo d'Ugo, sur le modèle de La Revue de la semaine de Jean-Luc Mélenchon.
Il est élu député dans la deuxième circonscription du Nord lors des élections législatives de 2017.  Après avoir éliminé la députée socialiste sortante Audrey Linkenheld au premier tour, il devance au second tour Houmria Berrada, candidate de La République en marche, obtenant 64,15 % des suffrages exprimés.
Il bénéficie probablement des révélations sur son adversaire, qui a caché avoir été condamnée en 2011 pour « faux et usage de faux diplôme », et qui a été lâchée par la plupart de ses soutiens.

### Assemblée nationale

#### Premier mandat (XVelégislature)
En janvier 2018, il se présente au poste de questeur mais n'obtient que 35 voix contre 186 à Éric Ciotti. Âgé de 27 ans au moment de son élection, il est l'un des plus jeunes élus de l'hémicycle.
En décembre 2019, il porte avec son groupe la création d'une commission d’enquête parlementaire sur les "obstacles à l’indépendance du pouvoir judiciaire", qu’il préside. Le rapport comportant 68 propositions est remis l'année suivante après 70 auditions publiques.
Il est décrit par La Voix du Nord au terme de la mandature comme l'un des députés les plus assidus de l'Assemblée nationale, et un « spécialiste des questions de sécurité et de justice » ayant travaillé sur ce sujet pendant les 5 ans de son mandat.

#### Deuxième mandat (XVIelégislature)
Au premier tour des élections législatives de 2022, il rassemble 43,5 % des voix, parmi les meilleurs scores de son parti. Il est réélu au second tour avec 58 % des voix, un score en retrait par rapport à 2017, où il avait obtenu 64,15 %. 
En septembre 2023, Ugo Bernalicis conduit une liste LFI lors des élections sénatoriales dans le Nord. Avec 91 voix (1,60 %), il échoue à être élu au Sénat.  
À la suite d'un incident filmé lors d'une réunion de la commission des Lois le 30 novembre 2023, il est sanctionné d'un rappel à l'ordre par la présidence de l'Assemblée nationale,.

#### Troisième mandat (XVIIelégislature)
Il se représente aux élections législatives résultant de la dissolution de l'Assemblée nationale décidée en juin 2024, en tant que candidat sortant. Il s'impose largement au second tour dans la deuxième circonscription du Nord, avec plus de 53 % des suffrages exprimés, en dépit du maintien de la candidate Renaissance Violette Salanon, face au candidat RN Philippe Guérard.